# Melanophryniscus cupreuscapularis
Melanophryniscus cupreuscapularis és una espècie d'amfibi que viu a l'Argentina.
Està amenaçada d'extinció per la pèrdua del seu hàbitat natural.